# Агезилес

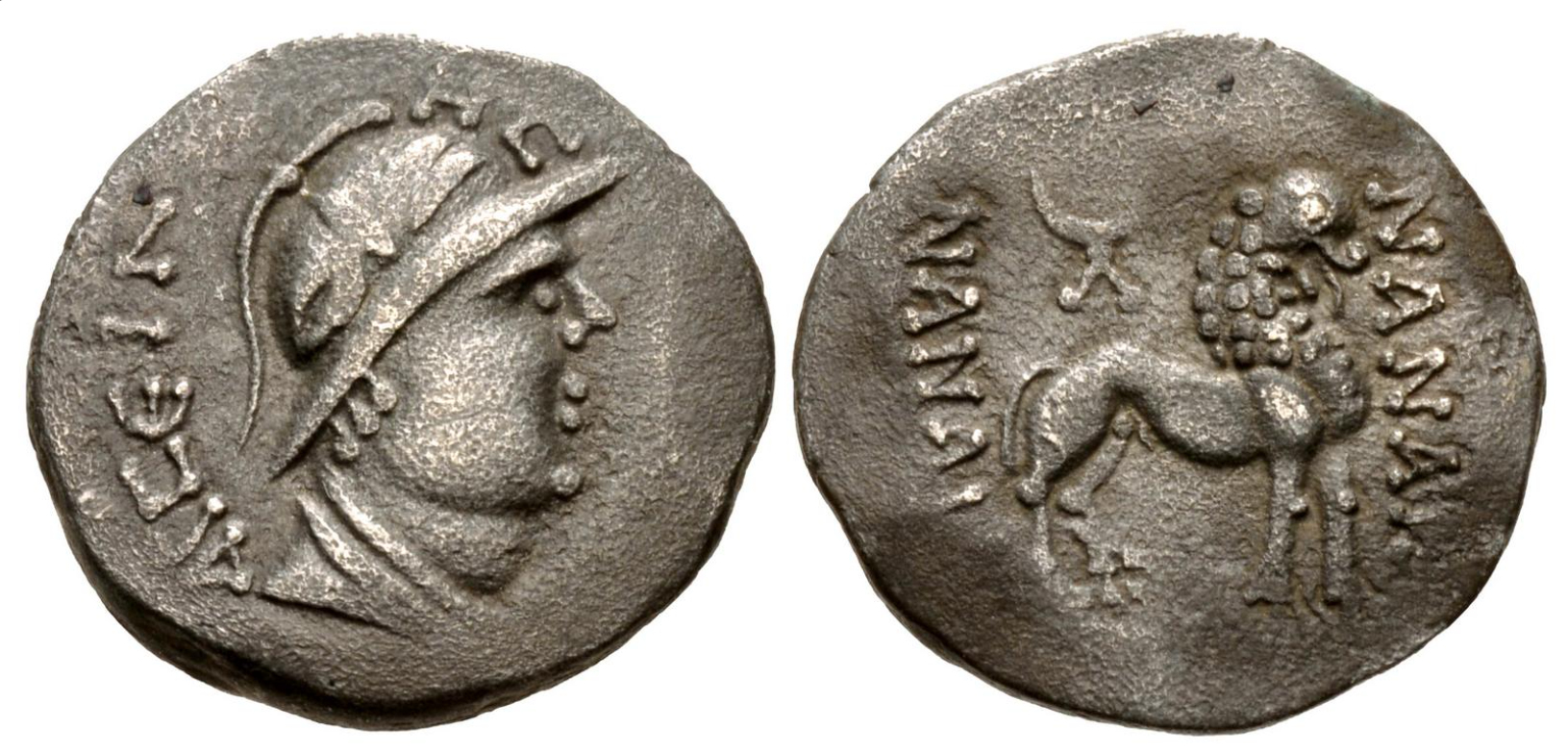
Монета Агезилеса

Агезилес, Агизилис (др.-греч. ΑΡϹΕΙΛΗϹ) — скифский правитель в Бактрии.
Об Агезилесе известно только из обнаруженного нумизматического материала. Как отметил Э. В. Ртвеладзе, Агизилес изображён в так называемом македонском шлеме. При этом отсутствует указание титула. По замечанию А. О. Захарова, монеты этого правителя, исходя из их стилистических признаков, относятся к докушанской эпохе, хотя более точно определить хронологию пока представляется затруднительным. На основании сходства чеканов сделан вывод, что Агезилес принадлежал к династии Сападбиза, властвовавшей в Западной Бактрии, будучи независимой от пяти племён юэчжи. Для Бактрии этого времени характерны, видимо, раздробленность и ведущаяся борьба за гегемонию среди местных правителей.